# Projektant

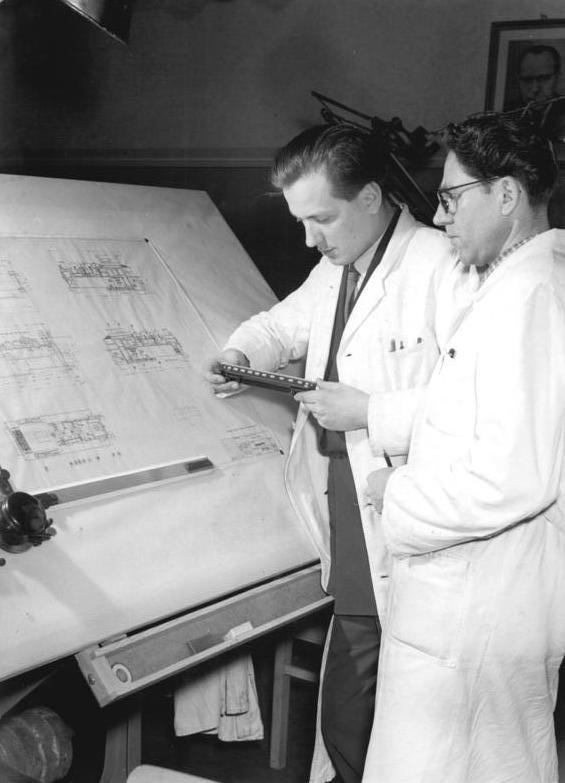
Projektanti u rýsovacího prkna

Projektant je osoba, která se věnuje projektování, tedy navrhování něčeho. Projektant v rámci projekční činnosti vytváří projekt (projektuje). Projektanty mohou být nazvány osoby z mnoha oborů lidské činnosti, ale zejména z oblasti stavebnictví.

## Ve stavebnictví
Projektanta definuje stavební zákon jako fyzickou osobu oprávněnou podle zákona č. 360/1992 Sb. k projektové činnosti ve výstavbě. Taková osoba je pak oprávněna zpracovávat tzv. projektové dokumentace, které jsou definovány stavebním zákonem (nejčastějšími stupni projektových dokumentací jsou např. dokumentaci pro stavební povolení či dokumentace pro provádění stavby).
V případě staveb financovaných z veřejného rozpočtu je projektant přizván k výkonu tzv. autorského dozoru, který slouží k ověření souladu prováděné stavby s touto dokumentací.
Projektant také může zpracovávat další stupně projektové dokumentace např. dokumentaci pro územní rozhodnutí, dokumentaci pro výběrové řízení resp. zadání stavby, dokumentaci pro provedení (realizaci) stavby a další.

## V oblasti vyhrazených technických zařízení
V oblasti vyhrazených technických zařízení, avšak současně mimo režim stavebního zákona, je projektant definován jako osoba znalá pro řízení činnosti. 

## V oblasti drážních zařízení
V působnosti drážního úřadu je projektant definován jako osoba znalá s vyšší kvalifikací.

## V oblasti důlních zařízení
V působnosti báňského úřadu je projektant definován jako osoba splňující příslušné kvalifikační požadavky. 

## Optikou živnostenského zákona
Živnostenský zákon definuje několik živnostenských oprávnění, souvisejících s projektováním.
Oblast živností vázaných:
- živnostenské oprávnění "projektová činnost ve výstavbě", opravňující k výkonu vybraných činností ve výstavbě[6][10].

Oblast živností volných:
- živnostenské oprávnění "34. Výroba, vývoj, projektování, zkoušky, instalace, údržba, opravy, modifikace a konstrukční změny letadel, motorů letadel, vrtulí, letadlových částí a zařízení a leteckých pozemních zařízení"[10]
- živnostenské oprávnění "61. Projektování pozemkových úprav"[10]
- živnostenské oprávnění "63. Projektování elektrických zařízení"[10]

Oblast živností koncesovaných:
- živnostenské oprávnění "Poskytování technických služeb k ochraně majetku a osob", zahrnující mj. i "Projektování (...) elektronických poplachových systémů (zejména systémů zabezpečovacích, tísňových, protipožárních, kontroly vstupu, přivolání pomoci, integrovaných a kamerových), určených k ochraně majetku a osob před neoprávněnými zásahy, včetně poplachových systémů a zařízení umožňujících sledování pohybu a projevů osob v objektech a jejich okolí."[10]